# Cotes (Valencia)
Cotes település Spanyolországban, Valencia tartományban. Cotes Alcàntera de Xúquer, Antella, Càrcer, Sellent, Sumacàrcer, Anna és Chella, Valencia községekkel határos. Lakosainak száma 311 fő (2024).

## Népesség
A település népessége az utóbbi években az alábbiak szerint változott:
| Lakosok száma | 367  | 363  | 373  | 393  | 388  | 365  | 336  | 333  | 323  | 311  |
|               | 2001 | 2004 | 2007 | 2009 | 2012 | 2014 | 2017 | 2019 | 2022 | 2024 |